# Кахраба
Махмуд Абделмонем Солиман (арап. محمود عبد المنعم, романизовано Mahmoud Abdel-Moneim Soliman; Каиро, 13. април 1994), познатији као Кахраба (арап. محمود كهربا) професионални је египатски фудбалер који игра на позицијама левокрилног нападача.
Професионалну фудбалску каријеру започео је у рдовима екипе ЕНППИ из Каира одакле је по истеку уговора прешао у редове Замалека из Гизе. Једно краће време је играо као позајмљени играч за швајцарске тимове Луцерн и Грасхопер, те две сезоне за саудијски Ал Итихад.
Играо је за све млађе репрезентативне селекције Египта, док је за сениорску репрезентацију дебитовао 10. септембра 2013. против Гвинеје у квалификацијама за Светско првенство 2014. године. На Купу афричких нација 2017. у Габону освојио је сребрну медаљу, а за репрезентацију је наступио и на Светском првенству 2018. у Русији. Дебитантску утакмицу на светским првенствима одиграо је у првом колу групе А против Уругваја 15. јуна, ушао је у 63' утакмице као замена за Мосена